# Transport ferroviaire en Bosnie-Herzégovine
 (août 2022).
Si vous disposez d'ouvrages ou d'articles de référence ou si vous connaissez des sites web de qualité traitant du thème abordé ici, merci de compléter l'article en donnant les références utiles à sa vérifiabilité et en les liant à la section « Notes et références ».
Plan
Le transport ferroviaire en Bosnie-Herzégovine comporte en 2006 un réseau de 735 km de lignes.

## Histoire
Le chemin de fer se développe pendant la période de l'administration austro-hongroise en Bosnie-Herzégovine (1878-1918) :
- Chemin de fer de la Bosna (de) : Brod, Doboj, Zenica, Sarajevo. Construit entre 1878 et 1882.
- Chemin de fer de Šamac à Sarajevo (de) : Šamac, Doboj, Sarajevo. Construit en 1882.
- Chemin de fer de l'Usora (de) : Doboj, vallée de l'Usora (en), Banja Luka. Construit entre 1886 et 1904. Ligne à voie étroite à écartement de Bosnie (en) (760 mm).
- Chemin de fer de la Neretva (de) : Sarajevo, Mostar, Dubrovnik. Construit entre 1888 et 1892. Écartement de Bosnie.
- Chemin de fer de Lašva à Jajce (de) : Lašva, Donji Vakuf, Gornji Vakuf, Jajce. Construit entre 1893 et 1895. Écartement de Bosnie.
- Chemin de fer de Dalmatie (de) : Čapljina, Ravno, Trebinje, Gruž (en) (Dubrovnik), Zelenika. Construit entre 1898 et 1901. Écartement de Bosnie.
- Chemin de fer de l'Est de la Bosnie (de) : Sarajevo, Ustiprača, Višegrad, Vardište. Construit entre 1902 et 1904. Écartement de Bosnie.

Pendant la Seconde Guerre mondiale en Yougoslavie, les voies ferrées sont durement disputées par les partisans et tchetniks yougoslaves contre les occupants allemands, italiens et leurs collaborateurs de l'État indépendant de Croatie.

Anciens chemins de fer de Bosnie-Herzégovine
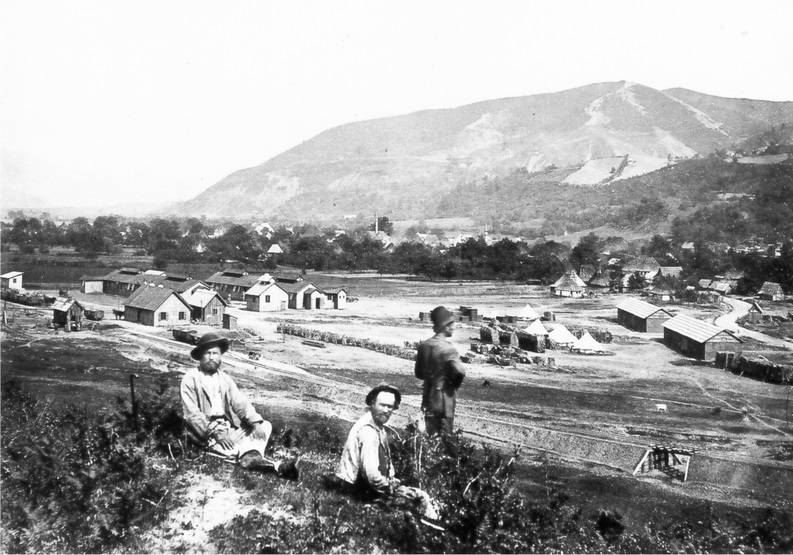
Construction du chemin de fer de la Bosna à Žepče, 1879
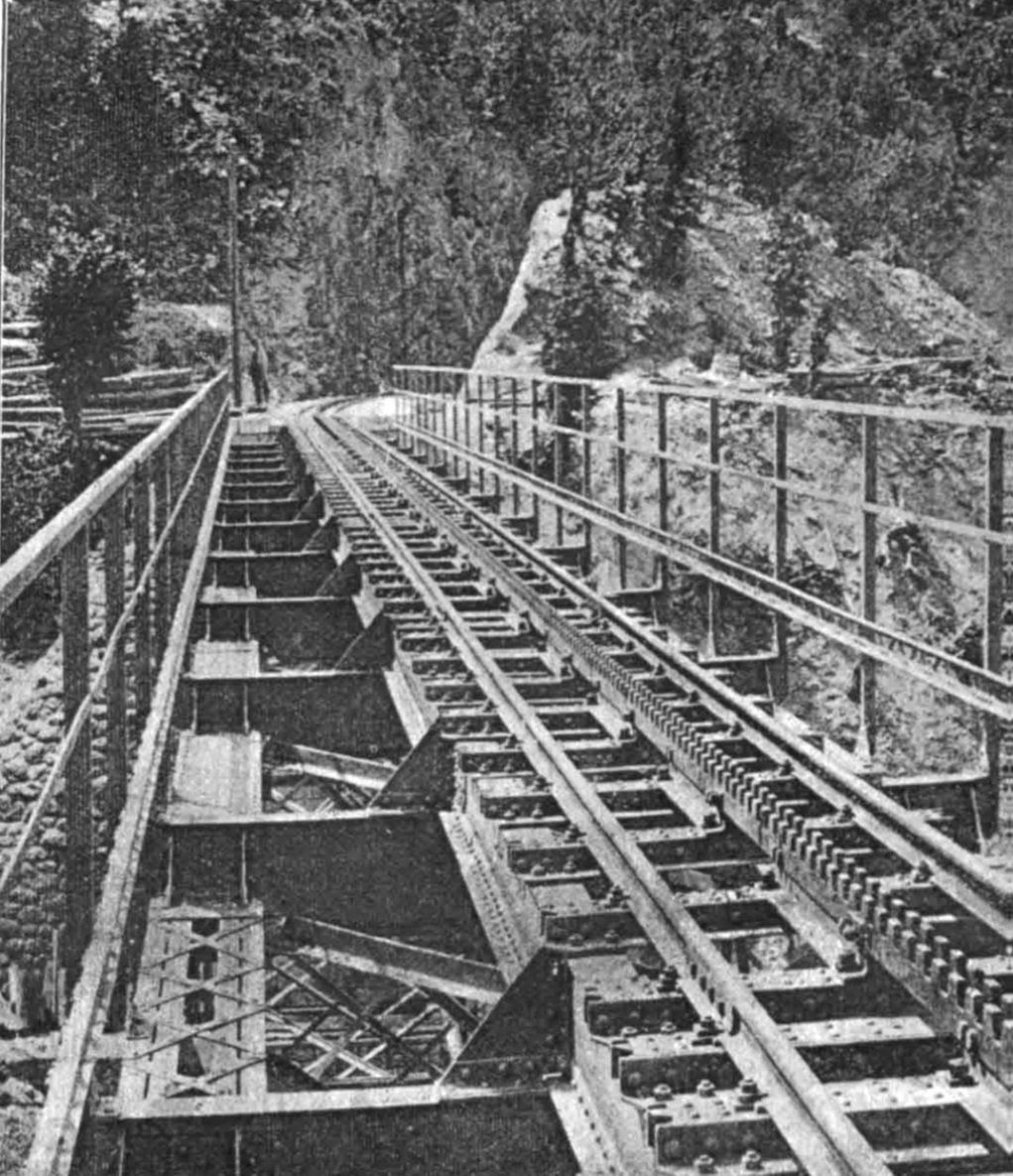
Pose d'une voie à crémaillère traversant la gorge de Luka sur la ligne de la Neretva, 1892
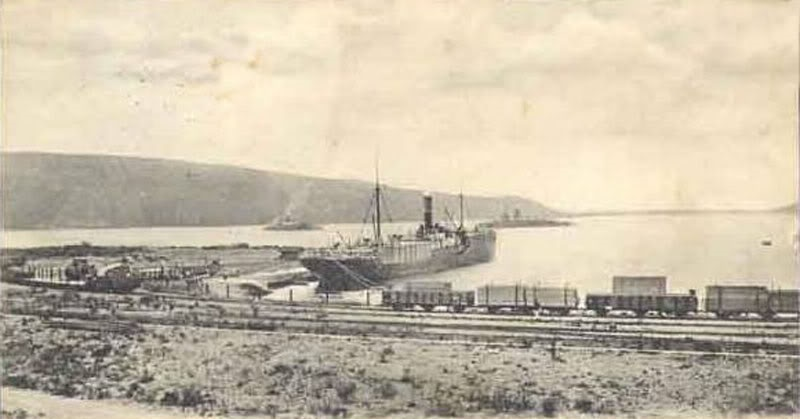
Chemin de fer au port de Zelenika, avant 1919
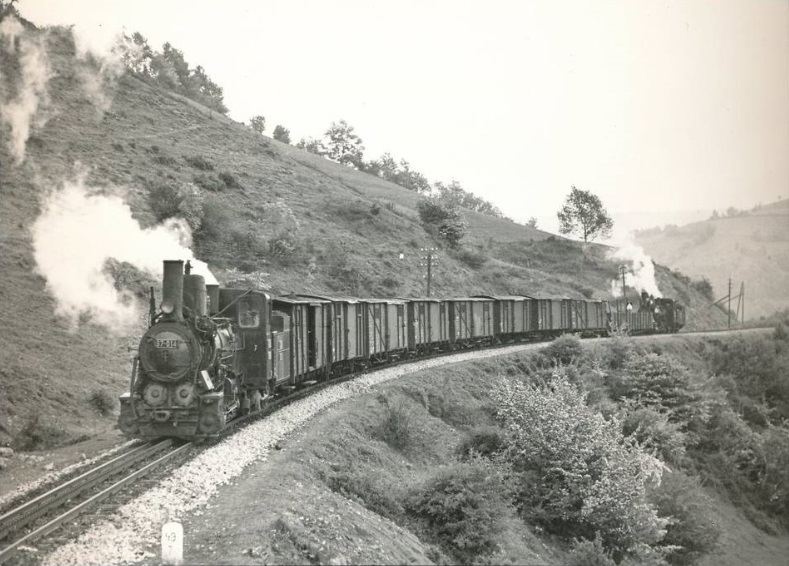
Chemin de fer à crémaillère au col de Komar sur la ligne de Lašva à Jajce, n.d.
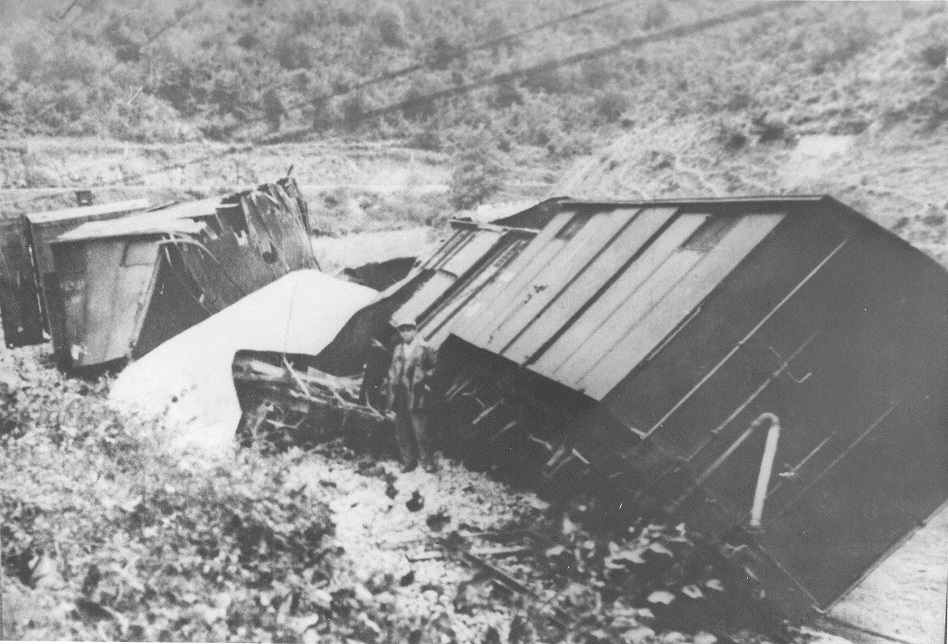
Attaque des partisans yougoslaves sur la ligne de Donji Vakuf à Jajce, 1941
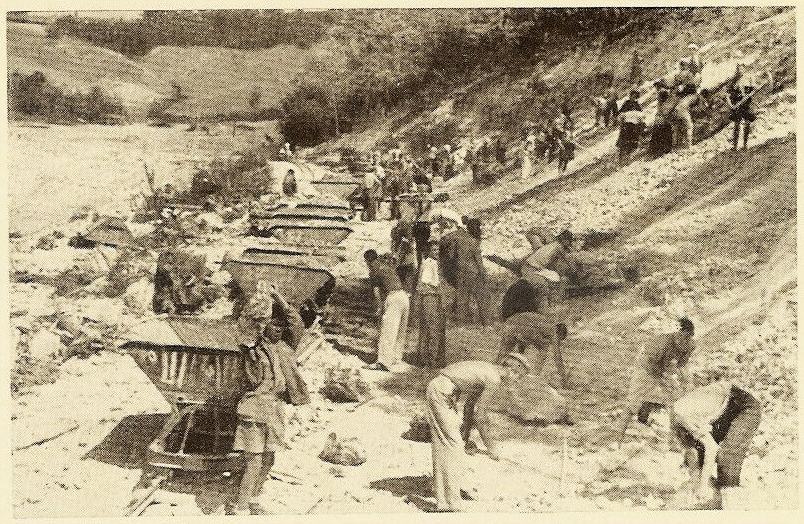
Brigades de jeunesse sur le chantier du chemin de fer de Šamac, v.1947

## Réseau ferré
La ligne principale de Dobrljin à Metkovic (632 km) se trouve sur l'axe reliant Zagreb (Croatie) au port croate de Ploce sur l'adriatique via Sarajevo et Mostar. Une antenne de 76 km de Doboj à Slavonski Samac permet la liaison avec Osijek (Croatie).
Outre le transport marchandise, le transport voyageurs est limité à un aller retour quotidien Zagreb-Ploce 

## Opérateurs
Le réseau est exploité par deux opérateurs :
- Chemins de fer de la fédération de Bosnie-et-Herzégovine en fédération de Bosnie-et-Herzégovine ;
- Chemins de fer de la République serbe en république serbe de Bosnie.